# هویرسهاوزن
هویرسهاوزن (به آلمانی: Hoyershausen) یک منطقهٔ مسکونی در آلمان است که در Duingen واقع شده‌است. هویرسهاوزن ۴۳۹ نفر جمعیت دارد.